# Ben Goodger
Ben Goodger (né en 1980 à Londres en Grande-Bretagne) est un développeur remarqué pour son implication dans les navigateurs web.
Il a commencé chez Netscape en tant qu'informaticien au sein de la division Mozilla dédiée à l'interface graphique du navigateur en novembre 1999.
En août 2003, il est promu développeur en chef du logiciel libre Firefox.
En janvier 2005, Google l'embauche. Il annonce à la presse, qui s'inquiète d'une arrivée de Google dans la guerre des navigateurs, que cela ne changerait rien à sa mission dédiée à l'évolution de Firefox. On peut ainsi y lire Ben évoquer : "Je reste dévoué à plein temps à l'avancement de Firefox, de la plate-forme Mozilla et de la navigation Web en général." 
18 mois plus tard, il trahit son engagement public et fonde l'équipe Chrome au sein de Google. Il continue de travailler à l'évolution du logiciel propriétaire qu'est Chrome à ce jour en tant que "chef de la plateforme Web".
Ben a grandi à Auckland, en Nouvelle-Zélande et a obtenu une licence d'informatique à l'université d'Auckland en mai 2003. Il vit maintenant à Mountain View, Californie, près de son bureau chez Google. 